# Pont de Bushtrica
Le pont de Bushtrica (en albanais : Ura e Bushtricës) est un pont ferroviaire en Albanie, supportant la ligne de chemin de fer Elbasan–Prrenjas (cs). Le pont est situé ans l'est du pays à Qukës (en), dans le district de Librazhd.
Le pont, le plus haut et le plus long du pays, doit son nom à la rivière Bushtrica (ceb), qu'il traverse à son confluent avec le ruisseau Shkumbin.

## Caractéristiques
Le pont, construit en béton, a une longueur totale de 280 m et son tablier culmine à une hauteur de 50 m au-dessus du sol.
La voie sur le pont est en arc de cercle. Le pont est soutenu par huit piliers massifs en béton. Le pont a été achevé en 1973.
La route albanaise RH3 (sk), reliant les villes de Pogradec et d'Elbasan passe sous le pont.